# Yves-Marie Dubigeon
Yves-Marie Dubigeon (auch Yves-Maria Guy Dubigeon; * 2. Mai 1927 in Nantes; † 24. Juni 2007 ebenda) war ein französischer römisch-katholischer Geistlicher und Bischof von Sées.

## Leben

### Herkunft und Werdegang
Er war der Sohn eines Ingenieurs und erhielt seine Schulbildung auf einer katholischen Schule in Nantes. Yves-Marie Dubigeon trat 1947 in das Seminar von Saint-Sulpice in Issy-les-Moulineaux nahe Paris ein und empfing am 29. Juni 1953 die Priesterweihe für das Bistum Nantes. Danach ging er nach Rom, wo er am Angelicum zum Dr. theol. promoviert wurde. Von 1955 bis 1960 war er Schulseelsorger an einer Knabenschule in Nantes, von 1960 bis 1969 an einer Mädchenschule ebenda. Er wurde 1969 zum Vikar an der Kathedrale von Nantes bestellt. Von 1974 bis 1986 war er Pfarrer an der Kirche Saint-Denis in Mauves-sur-Loire.

### Bischofsamt
Am 22. August 1986 wurde Yves-Marie Dubigeon von Papst Johannes Paul II. in Nachfolge von Henri-François-Marie-Pierre Derouet zum Bischof von Sées ernannt. Die Bischofsweihe spendete ihm am 12. Oktober desselben Jahres der Bischof von Nantes Émile Marcus; Mitkonsekratoren waren Jean-Marie-Clément Badré, Bischof von Bayeux (-Lisieux), und Charles-Auguste-Marie Paty, Bischof von Luçon.
Zu Beginn seines Episkopats galt er als sehr traditioneller Geistlicher. Sein Auftreten wird als elegant, aber auch respekteinflößend beschrieben, seine Haltung wurde als asketisch und von tiefer Spiritualität geprägt wahrgenommen, seine Theologie galt zu jener Zeit als « ultraclassique », was ein Euphemismus für „veraltet“ war. Im Laufe der Zeit arbeitete er jedoch vertrauensvoll mit den Gremien des Bistums – insbesondere dem Diözesanrat – zusammen, was in eine erfolgreiche Restrukturierung der Kirchengemeinden in den Jahren 1992 bis 1994 und eine erhebliche Stärkung des Laienapostolats mündete.
In seinen letzten Amtsjahren delegierte er immer mehr Aufgaben an seinen Generalvikar Gilbert Louis, den späteren Bischof von Châlons-en-Champagne. Am 25. April 2002 wurde sein altersbedingter Rücktritt angenommen.